# El abuelo y yo
El abuelo y yo es una telenovela mexicana producida por Pedro Damián para Televisa en el año 1992, transmitida por El Canal de las Estrellas desde el 20 de enero hasta el 22 de mayo teniendo como duración oficial 90 capítulos. 
Está protagonizada por Jorge Martínez de Hoyos junto a las actuaciones infantiles de Gael García Bernal y Ludwika Paleta, además de Adalberto Martínez "Resortes" y Evangelina Elizondo. Cuenta con las actuaciones estelares de Marcelo Buquet y Frances Ondiviela, las actuaciones antagónicas de Alfonso Iturralde, Wendy de los Cobos, Ivette Proal, Jesús Vargas y Flor Edwarda Gurrola y Alan Gutiérrez como los villanos infantiles.
En Venezuela fue transmitida con el nombre Mi Abuelito en 1992 a través de Radio Caracas Televisión.

## Sinopsis
Alejandra y Daniel son dos niños que viven mundos totalmente diferentes pero que terminan unidos por la amistad y los sueños. 
Alejandra es una niña dulce y tierna que vive en un mundo de jardines y sueños de cristal, vestidos hermosos, infinidad de sombreros y cuentos de hadas. Es una niña llena de fantasías y deseos de aventuras mágicas, sus padres son adinerados y posee todo lo que sus deseos alcancen a imaginar. Pero ese mundo está muy lejos de Daniel, un niño que ha quedado huérfano, quien ha hecho de la calle su hogar, pues a la muerte de su madre, queda desamparado, no conoce a sus parientes, sólo sabe que el padre de su mamá nunca le perdonó que se haya casado y la alejó de su vida. Ahora Daniel apenas tiene para comprarse un buen par de zapatos. 
El pequeño Daniel, que vive con su perro Anselmo, primero conoce a don Joaquín, un viejo músico concertista de piano que ahora se ha vuelto gruñón y solitario, Daniel cree que los dos pueden ser grandes compañeros, sin imaginar que él es su abuelo, después conoce a Alejandra y juntos empiezan a recorrer nuevos mundos llenos de diversión y todo gracias al Abuelo, que se convierte en su guía y les enseña el verdadero significado de la amistad y a como seguir siendo niños. El Abuelo además de brindarles su apoyo y cariño les enseña a usar la imaginación para viajar por mundos extraños y a soñar, cosas que los niños habían dejado de hacer por resolver problemas que no les correspondían.

## Elenco
- Jorge Martínez de Hoyos - Don Joaquín Rivera "El Abuelo"
- Gael García Bernal - Daniel García Medina
- Ludwika Paleta - Alejandra Díaz-Uribe Irigoyen
- Evangelina Elizondo - Sofía Aldana Cruz
- Adalberto Martínez "Resortes" - Don Lucas Romero
- Marcelo Buquet - Gerardo Díaz-Uribe Olazábal
- Frances Ondiviela - Fernanda Irigoyen Costas de Díaz-Uribe
- Flor Edwarda Gurrola - Yolanda Perez-Villegas Moya "La Yoya"
- Alfonso Iturralde - René Pérez-Villegas
- Ivette Proal - Yolanda Moya de Pérez-Villegas
- Raúl Buenfil - Padre Damián Irigoyen
- Wendy de los Cobos - Mayra Benavides
- Beatriz Moreno - Lola
- Héctor del Puerto -  Guadalupe Infante Rosales "Don Lupe"
- Leo Rojo - Raúl
- Jesus Vargas - Lic. Ernesto Fonseca[1]
- Antonio Brillas - Padre José
- Josefina Escobedo - Josefina de Lizardi
- Alan Gutiérrez - Rosendo
- Julián de Tavira - Emiliano
- Jorge Poza - Perico
- Osvaldo Benavides - Paco
- Eugenio Polgovsky - Eugenio
- Felipe Colombo - Felipín
- Diego Luna - Luis
- Billy Méndez - Billy
- Jorge Fegan - Director Jorge Macías
- Ada Carrasco - Enriqueta
- Maya Mishalska - Leticia
- Christel Klitbo - Matti
- Mauricio Armando - Germán
- Bárbara Eibenshutz - Teresa
- Joseph Birch - Víctor
- Beatriz Olea - Alicia
- Isabel Martínez "La Tarabilla" - Recepcionista en hospital
- Keiko Durán - Mirna
- Anderson Otalvaro - Pablo
- Ana Ofelia Murguía - Srta. Estrada
- Elizabeth Zúñiga - Rosa
- Claudia Ortega - Cándida
- Myrrah Saavedra - Moraima
- José Escandón - Lic. Castillo
- Jorge Salinas - Ernesto "Neto"
- Gustavo Cosain - Octavio
- Alfonso Téllez - Jefe del Instituto
- Carmina Narro - Irene
- Eduardo Santamarina - Ulises
- Manolita Saval - Catalina
- Lorena Shelley - Maestra
- Gerardo Albarrán - Flavio
- Rodolfo Arias - Bruno
- Alejandro Bracho - Joel "Chuvila"
- Jesús Carrasco - Comisario
- Uriel Chávez - Comandante
- César Escalero - Payaso Rabanito
- Arturo Guízar - Padre Domingo
- Raúl Montalvo - Capitán
- Sergio Morante - Ponciano
- Gloria Morell - Ester
- Germán Novoa - Francisco "Pancho"
- Maricruz Nájera - Madre Adoración
- Teresa Guízar - Sor Yvette
- José Luis Padilla - Teodoro
- José Luis Rojas - Maestro
- Tamara Shanath - Liliana
- José Ángel García - Rodrigo
- Mónica Dossetti - Mirna
- Claudio Sorel - Tiburcio
- Gonzalo Sánchez - Roque Fonseca
- Horacio Vera - Salomón
- Aurora Vázquez - Karina
- Dominika Paleta - Elisa Canto
- Jorge Soltero - Jorge
- Manuel Adrián - Ignacio
- Yolanda Ventura - Teresa
- Konnan - Él mismo
- Pedro Damián - Claudio Landeros
- Rocio Yaber — El cliente al que Rosendo le robó el jamón y lo metió en la caja de Don Joaquín
- Manuel Cepeda — Un transeúnte que le ofrece a Daniel un refrigerio gratis en una cafetería

## Equipo de producción
- Historia original y adaptación de: Lorena Salazar, Eduardo Quiroga
- Edición literaria: Xuitlaltzin Vázquez
- Tema de entrada: Capitanes de la calle
- Autores: Amparo Rubín, Pedro Damián, Sayeg
- Intérprete: Ludwika Paleta
- Tema de salida: El abuelo y yo
- Autora: Ofelia Tagle
- Intérprete: Ludwika Paleta
- Música original: Amparo Rubín
- Escenografía: Juan Rodríguez
- Ambientación: Rosalba Santoyo
- Diseño de vestuario: Ninozhka González
- Diseño de imagen artística: Alicia Reynel, María del Carmen Garsón
- Musicalizador: Gerardo Reyes
- Editor: J.R. Navarro
- Jefe de producción en foro: Jaime Gutiérrez Cáceres
- Jefe de producción en locación: Luis Luisillo Miguel
- Director de cámaras asociado: Albino Corrales
- Directora de diálogos: Ana Celia Urquidi
- Director adjunto: Víctor Hugo Saldierna
- Gerente de producción: Paulina Viesca Azuela
- Director de cámaras: Manuel Ruiz Esparza
- Director: Juan Carlos Muñoz
- Productor: Pedro Damián

## Premios y nominaciones

### Premios TVyNovelas 1993
| Categoría                | Nominado(a)                   | Resultado |
| ------------------------ | ----------------------------- | --------- |
| Mejor primer actor       | Jorge Martínez de Hoyos       | Ganador   |
| Mejor actor de reparto   | Adalberto Martínez "Resortes" | Nominado  |
| Mejor actuación infantil | Gael García Bernal            | Ganador   |
| Mejor actuación infantil | Ludwika Paleta                | Ganadora  |

## Retransmisiones
- Fue retransmitida por el canal Tlnovelas  en tres ocasiones, la primera del 1 de abril de 2002 al 2 de agosto del mismo año sustituyendo a Gotita de gente, la segunda del 1 de junio de 2009 al 2 de octubre del mismo año sustituyendo a El diario de Daniela y la tercera desde el 27 de julio de 2019 al 8 de diciembre del mismo año sustituyendo a La pícara soñadora.

## Versiones
- En el año 2003 Televisa realizó un remake de esta telenovela titulado De pocas, pocas pulgas, protagonizado por Ignacio López Tarso, Santiago Mirabent y Natasha Dupeyrón.